# Tryphosella groenlandica
Tryphosella groenlandica är en kräftdjursart som först beskrevs av Schellenberg 1935.  Tryphosella groenlandica ingår i släktet Tryphosella och familjen Lysianassidae. Inga underarter finns listade i Catalogue of Life.